# 陳志明 (歌仔戲)
陳志明（1964年1月18日—），歌仔戲演員，工生行，中國國家2級演員（艺术系列副高级专业技术职务），廈門市歌仔戲劇團藝術委員會主任委員，國家級非物質文化遺產歌仔戲項目傳承人。
2008年1月26日，中華人民共和國國務院文化部公布第2批國家級非物質文化遺產項目代表性傳承人名錄，他是列名的4位歌仔戲藝員裡最年青的（改革開放后培養），另3位是廈門市的紀招治（工旦行）；漳州市薌劇團的鄭秀琴（工旦行，中國國家1級演員）和吳茲明（工生行，中國國家1級導演）。
廈門市歌仔戲劇團現有多位國家2級演員：莊海蓉（兼副團長）、薛建成、陳亞琴、蘇燕蓉、鄭惠兵。